# Charlie Cavanagh
Pour les articles homonymes, voir Cavanagh.
Charlie Cavanagh est une boxeuse canadienne née le 15 juin 2000 à Saint-Jean (Nouveau-Brunswick).

## Carrière
Sa carrière amateur est principalement marquée par une médaille d'argent remportée aux championnats du monde 2022 à Istanbul dans la catégorie des poids welters.

## Palmarès

### Championnats du monde
- Médaille d'argent en -66 kg en 2022 à Istanbul, Turquie

### Championnats panaméricains
- Médaille de bronze en -66 kg en 2022 à Guayaquil, Équateur

## Référence
1. ↑  Florence Gauthier et Paula Nichols, « Thibeault remporte l’or, Cavanagh gagne l’argent aux mondiaux de boxe féminine », sur olympique.ca, 20 mai 2022 (consulté le 21 mai 2022)